# Benson (Minnesota)
Pour les articles homonymes, voir Benson.
La ville de Benson est le siège du comté de Swift, dans l'État du Minnesota, aux États-Unis, le long de la rivière Chippewa. Sa population s’élevait à 3 240 habitants lors du recensement de 2010, estimée à 3 101 habitants en 2016.